# Комсомольская площадь (Ярославль)
Комсомо́льская пло́щадь (бывшая Николомельницкая площадь, Фабричная площадь) — площадь в южной части города Ярославля, образованная пересечением улиц Стачек и Носкова.

## История

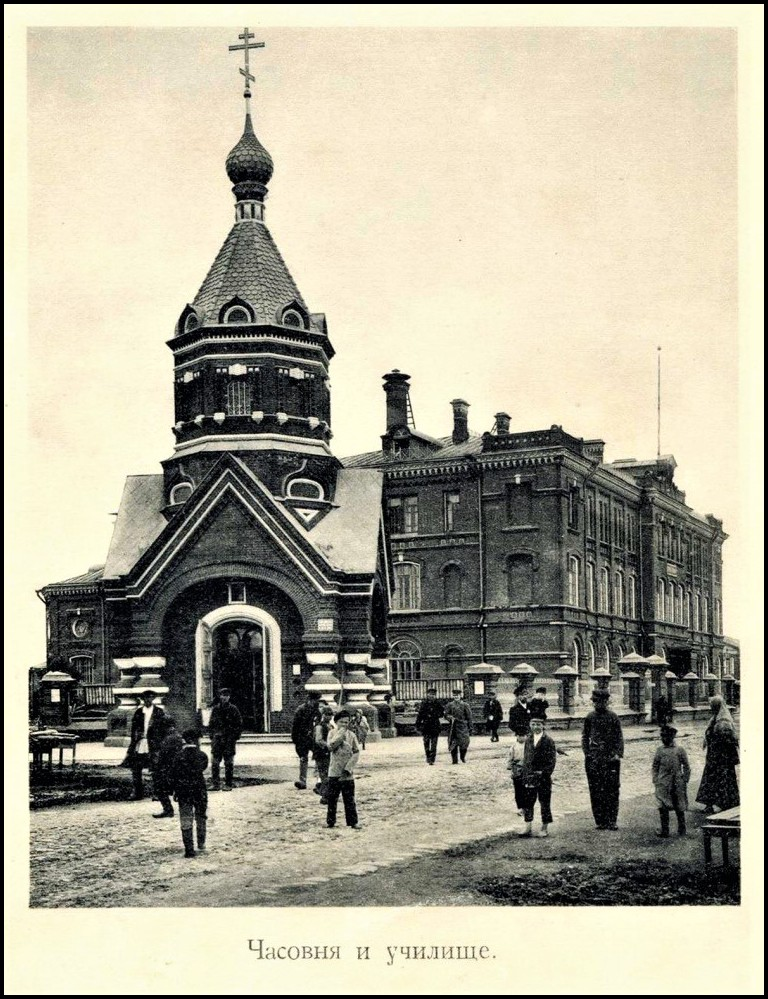
Часовня и училище на Николомельницкой площади, начало XX века

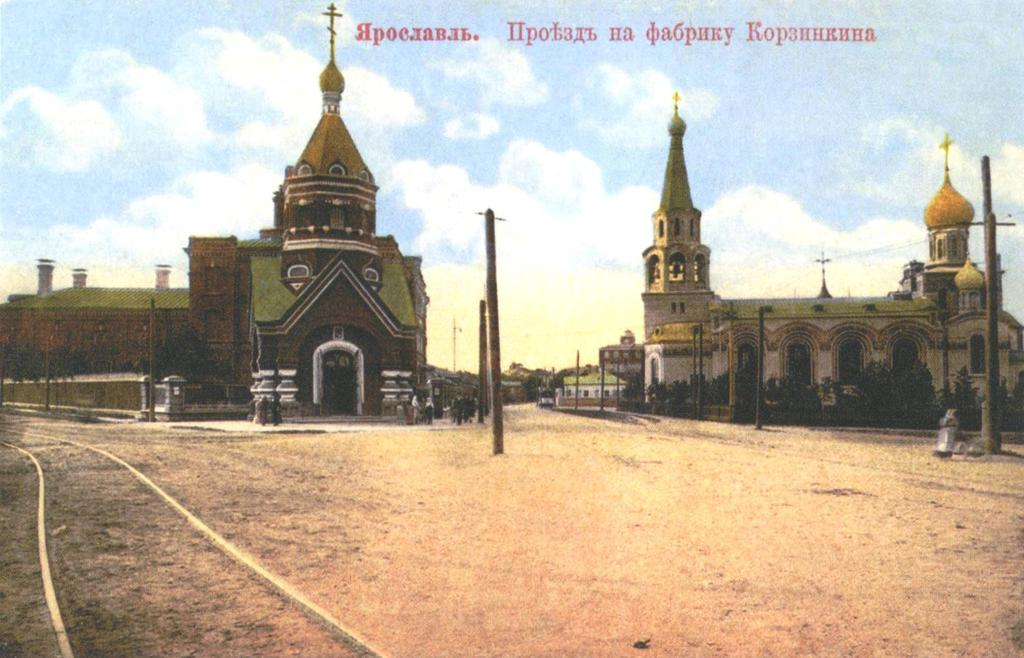
Николомельницкая площадь в 1914 году

Площадь образовалась рядом с храмами древнего села Меленки, основанными не позже 1-й половины XVI века. Современные очертания начала приобретать в конце XVIII века, при застройке фабричной слободы по регулярному плану. С XIX века называлась Николомельницкой площадью (иногда сокращённо Никольской) по находящейся рядом церкви Николая Чудотворца в Меленках.
В конце XIX века часть площади заняло здание училища Ярославской Большой мануфактуры (ныне дом культуры «Красный Перекоп»).
В 1896 году в память эпидемии холеры 1892 года на средства рабочих Большой мануфактуры на площади была построена высокая кирпичная часовня в русском стиле. В 1900 году площадь была соединена с центром города трамвайной линией. В 1908 году на площади был построен храм Иоанна Постника (чаще называемый храмом Андрея Критского).
В советское время Николомельницкую площадь переименовали в Фабричную. В конце 1960-х годов ещё раз переименовали - в Комсомольскую площадь по случаю празднования юбилея комсомола. В 1968 году снесли часовню, сделав на её месте клумбу.
В 2006 году было ликвидировано трамвайное кольцо вместе с окончательным закрытием трамвайного движения в Закоторосльной части города.

## Здания и сооружения
- улиц Стачек, 53 — Дом культуры «Красный Перекоп». Бывшее фабричное училище Большой мануфактуры
- улиц Стачек, 58 — Церковь Андрея Критского
- улица Будкина, 9 — Дом детского творчества

## Транспорт
На площади находится остановка: «Комсомольская площадь», на которой останавливается А: 7, 17, 19, 19к и М\т: 85д, 85к, 87, 95.

## Галерея

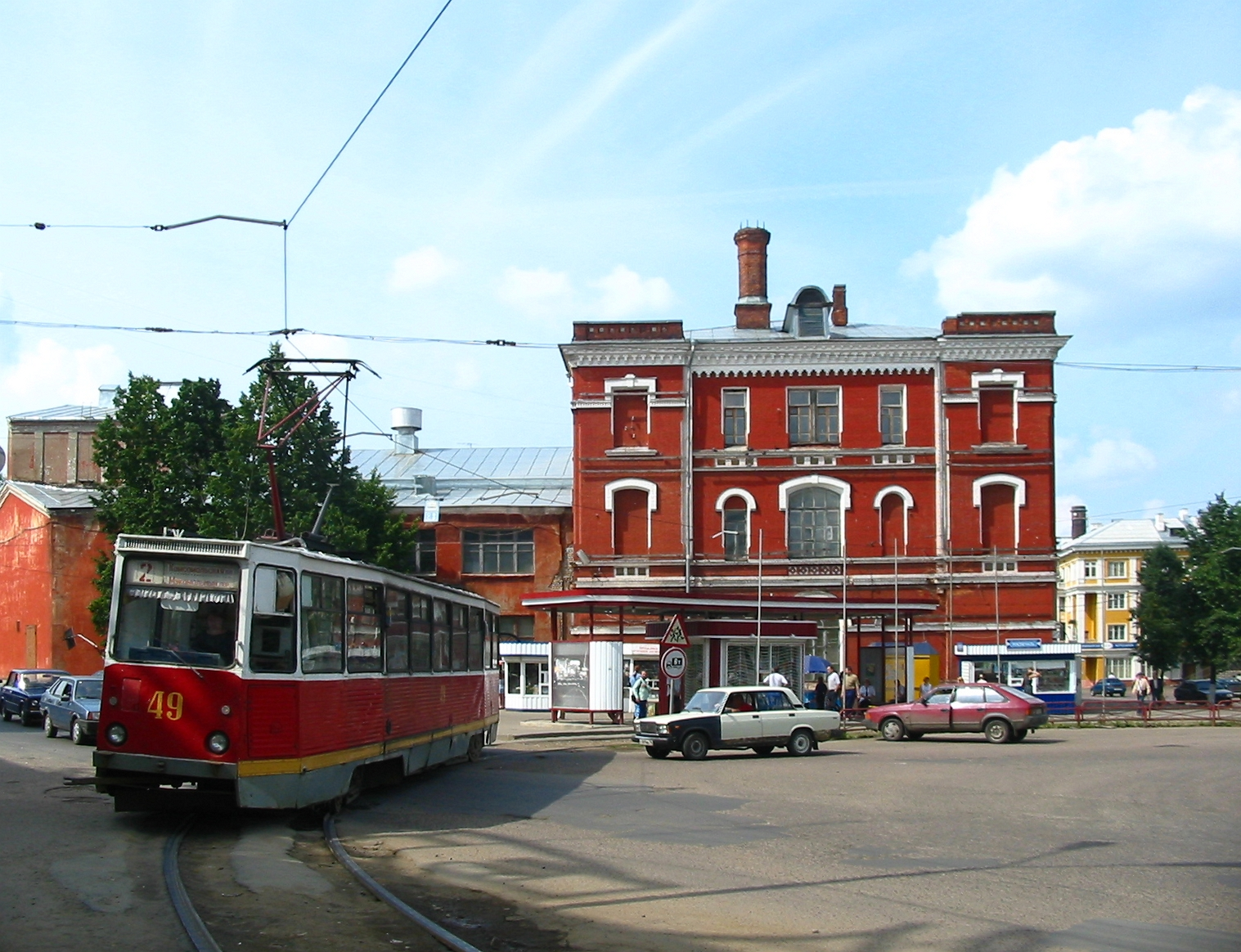
Трамвайное кольцо на площади, 2004 год
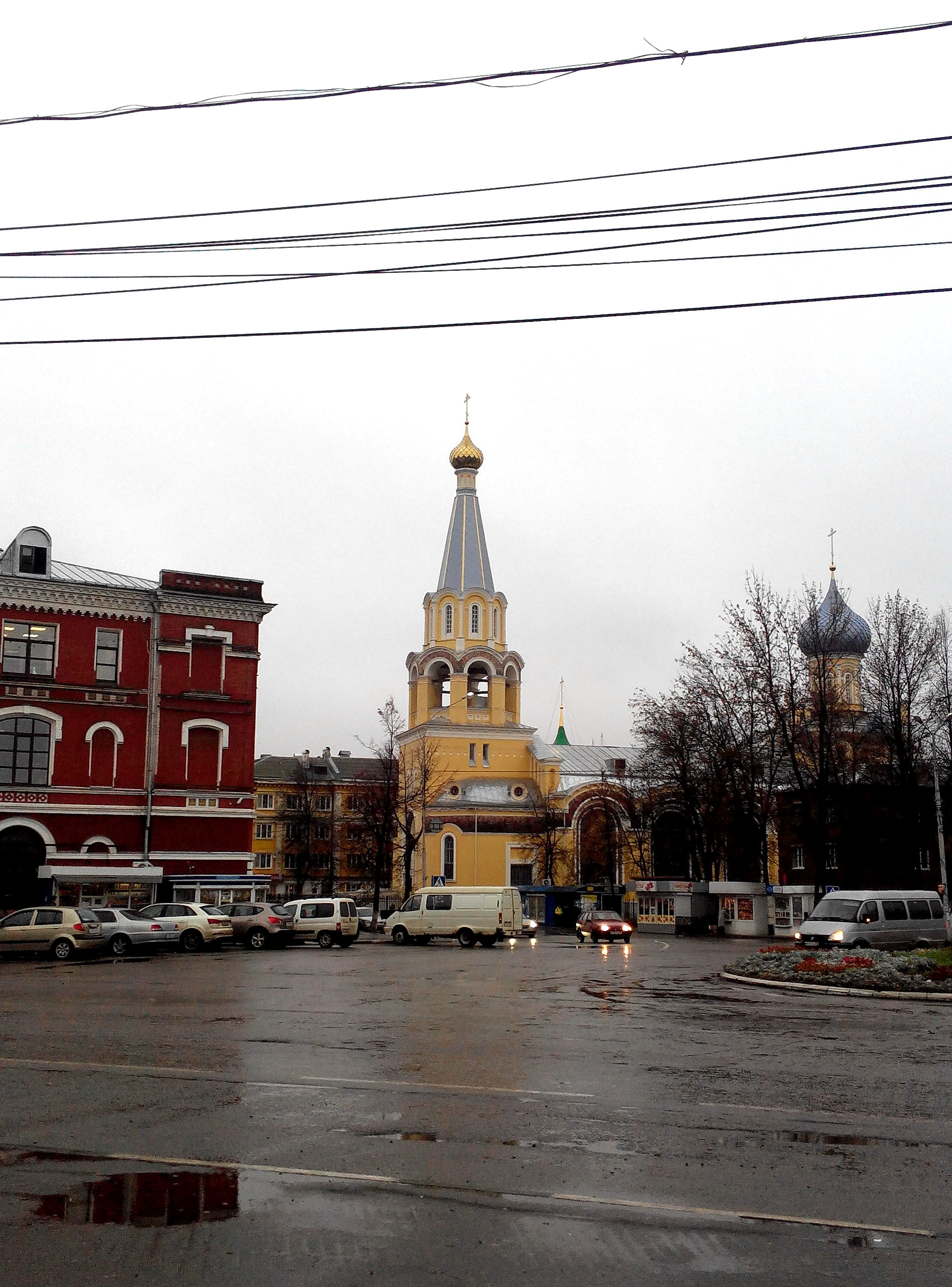
Площадь в 2014 году